# Виллон-ле-Бюиссон
Вилло́н-ле-Бюиссо́н (фр. Villons-les-Buissons) — коммуна во Франции, находится в регионе Нижняя Нормандия. Департамент коммуны — Кальвадос. Входит в состав кантона Крёлли. Округ коммуны — Кан.
Код INSEE коммуны — 14758.

## Население
Население коммуны на 2010 год составляло 705 человек.
| 1962 | 1968 | 1975 | 1982 | 1990 | 1999 | 2010 |
| ---- | ---- | ---- | ---- | ---- | ---- | ---- |
| 145  | 178  | 376  | 438  | 550  | 554  | 705  |

## Экономика
В 2010 году среди 459 человек трудоспособного возраста (15—64 лет) 309 были экономически активными, 150 — неактивными (показатель активности — 67,3 %, в 1999 году было 66,6 %). Из 309 активных жителей работали 289 человек (152 мужчины и 137 женщин), безработных было 20 (12 мужчин и 8 женщин). Среди 150 неактивных 66 человек были учениками или студентами, 66 — пенсионерами, 18 были неактивными по другим причинам.